# Jalová
Jalová (maďarsky Jármos, rusínsky Ялова) je obec na Slovensku v okrese Snina v Prešovském kraji na úpatí Bukovských vrchů. Leží v ochranném pásmu národního parku Poloniny. Žije zde 64 obyvatel.
První písemná zmínka o vesnici je z roku 1568. V obci stojí dřevěný řeckokatolický chrám svatého Jiří z roku 1792.